# Abdou Traoré
Abdou Traoré (Bamako, Malí, 17 de enero de 1988) es un futbolista maliense. Juega de centrocampista y su equipo actual es el Al-Nahda Club de la Primera División Saudí.

## Biografía
Abdou Traoré, que actúa de centrocampista ofensivo, empezó su carrera futbolística en un equipo de su ciudad natal, el Cercle Olympique. 
En 2006 el Girondins de Burdeos se fijó en él y lo trajo a Francia para que militara en la cantera del equipo. En 2008 pasó a formar parte de la primera plantilla del club. Debutó en la Ligue 1 el 28 de septiembre en el partido Girondins 1-1 AS Saint-Étienne

## Selección nacional
Ha sido internacional con la selección de fútbol de Malí, ha jugado 38 partidos internacionales y ha anotado 3 goles.

### Participaciones internacionales
| Torneo                         | Sede   | Resultado    |
| ------------------------------ | ------ | ------------ |
| Copa Africana de Naciones 2010 | Angola | Primera fase |

## Clubes
| Club                    | País           | Año       |
| ----------------------- | -------------- | --------- |
| Cercle Olympique        | Malí           | 2005-2006 |
| Girondins de Burdeos B  | Francia        | 2006-2008 |
| Girondins de Burdeos    | Francia        | 2008-2017 |
| Olympique Niza (cedido) | Francia        | 2010-2011 |
| Al-Nahda Club           | Arabia Saudita | 2018-     |